# Chrystyna Macko
Chrystyna Andrïïvna Macko, coniugata Filevyč (in ucraino Христина Андріївна Мацко-Філевич?; 15 giugno 1991), è una cestista ucraina.

## Carriera
Con l'Ucraina ha disputato i Campionati europei del 2013.